# Рогач з Дуби
Рога́ч з Дуби (Ян Рогач, Ян Рогач з Дуби, чеськ. Jan Roháč z Dubé, *? — †9 вересня 1437, Прага) — діяч гуситського руху, керівник таборитів (т.зв. гетьман чеськ. hejtman) з 1421 р., соратник Яна Жижки.

## Біографія
Ян Рогач походив із шляхетського роду.
Після смерті Я.Жижки Рогач очолив таборитів, радикально налаштованих гуситів.
Після поразки таборитів біля Ліпан (1434) став на чолі їхнього війська.
В 1436—37 рр. керував обороною фортеці Сіон. 6 вересня 1437 року був захоплений угорськими найманцями, і за три дні з 52 вірними соратниками страчений у Празі на Староміській площі.
У 1947 році режисер Володимир Борський (чеськ. Vladimír Borský) зняв про Яна Рогача з Дуби першу кольорову чехо-словацьку кінострічку.